# Gastronomía de Rusia

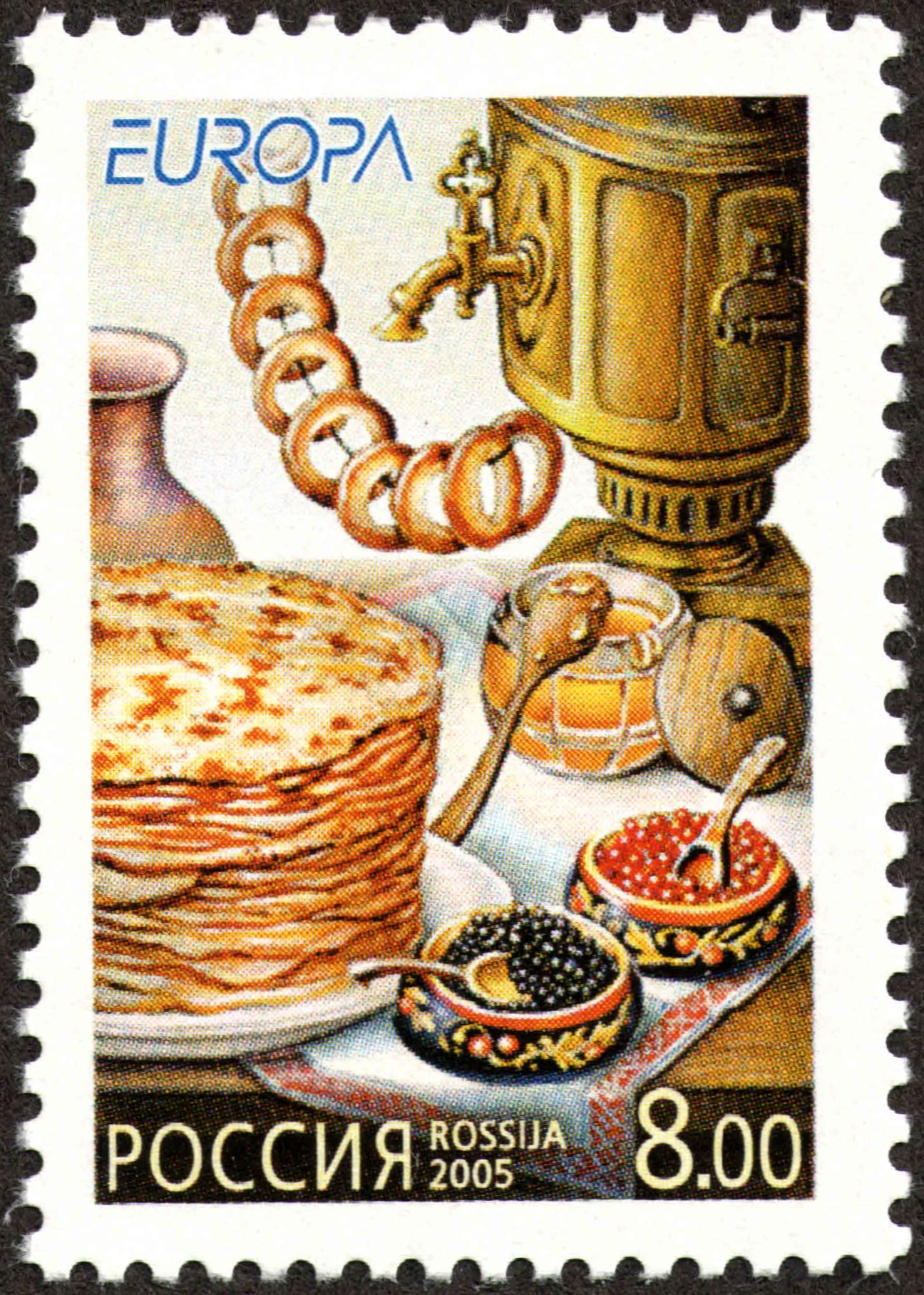
Estampilla postal de Rusia mostrando varias especialidades típicas nacionales rusas: blini, caviar, bubliki, miel, y té en un samovar.

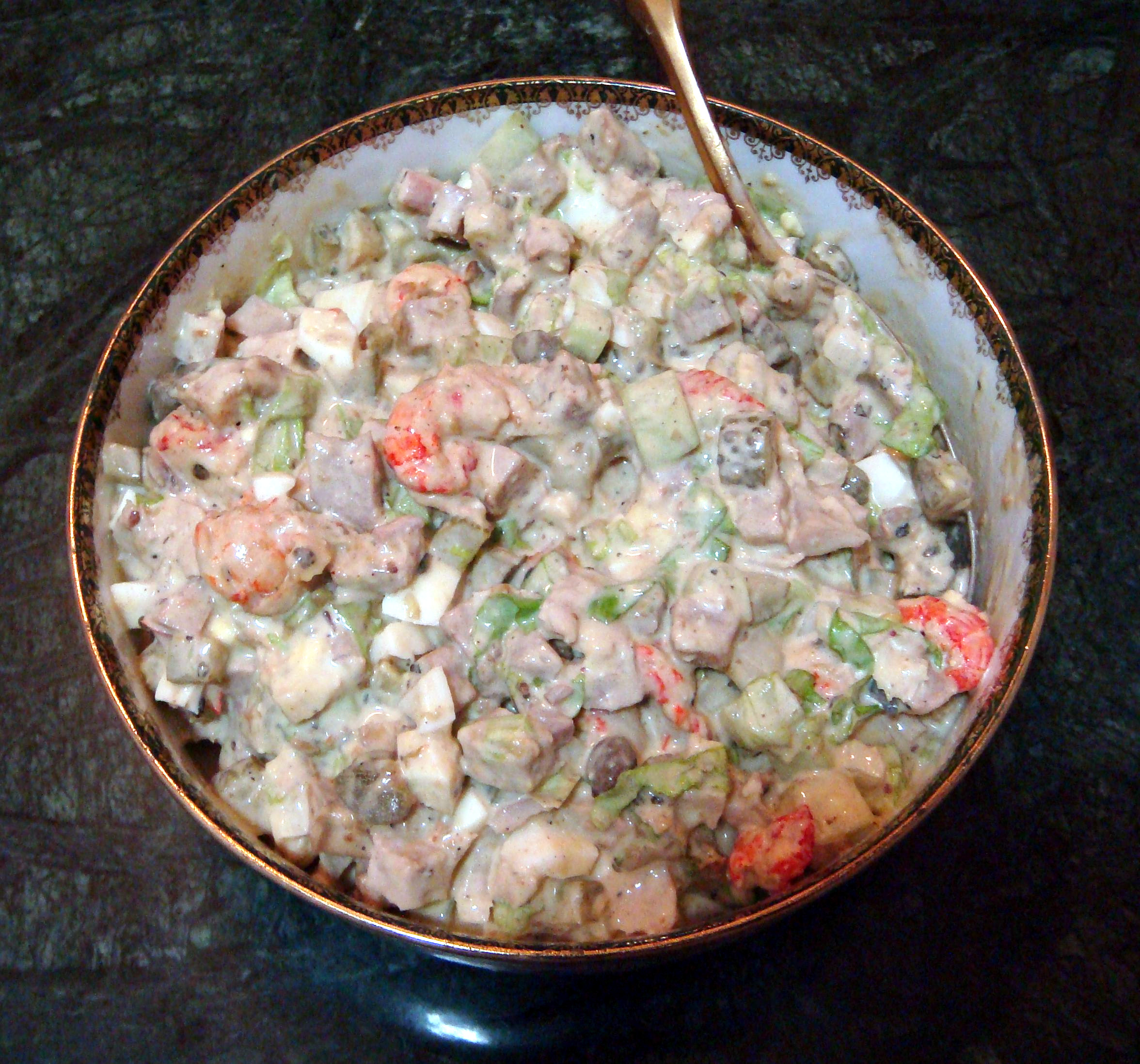
Ensalada rusa preparada con la receta original del, conocida en su país de origen.

La gastronomía o cocina rusa deriva de una riqueza innumerable de platos, debido en primer lugar al carácter multicultural y en segundo lugar a la vasta extensión geográfica del país. Sus fundamentos gastronómicos se asientan en la comida campesina de las poblaciones rurales ubicadas en lugares caracterizados por un clima extremadamente frío. 
En esta gastronomía existe la abundancia de pescado (generalmente ahumado), aves de corral, setas, frutos del bosque y miel. Abundantes copos de centeno, trigo, cebada y mijo, todos ellos muy empleados en una abundante variedad de panes, las crepas, los cereales, el kvas, la cerveza, y el muy afamado vodka. Son muy abundantes las diferentes formas de sopas y potajes con diferentes aromas y sabores, todos ellos elaborados con carnes y pescados. En la gastronomía rusa hay elementos de la francesa, así como de los países del antiguo Imperio ruso y de otros pueblos de Rusia.
La papa y el trigo eran sembrados por pueblos del afuera de Rusia, como los baskirios, aunque estos se dedicaban más específicamente a la papa. 

## Platos característicos

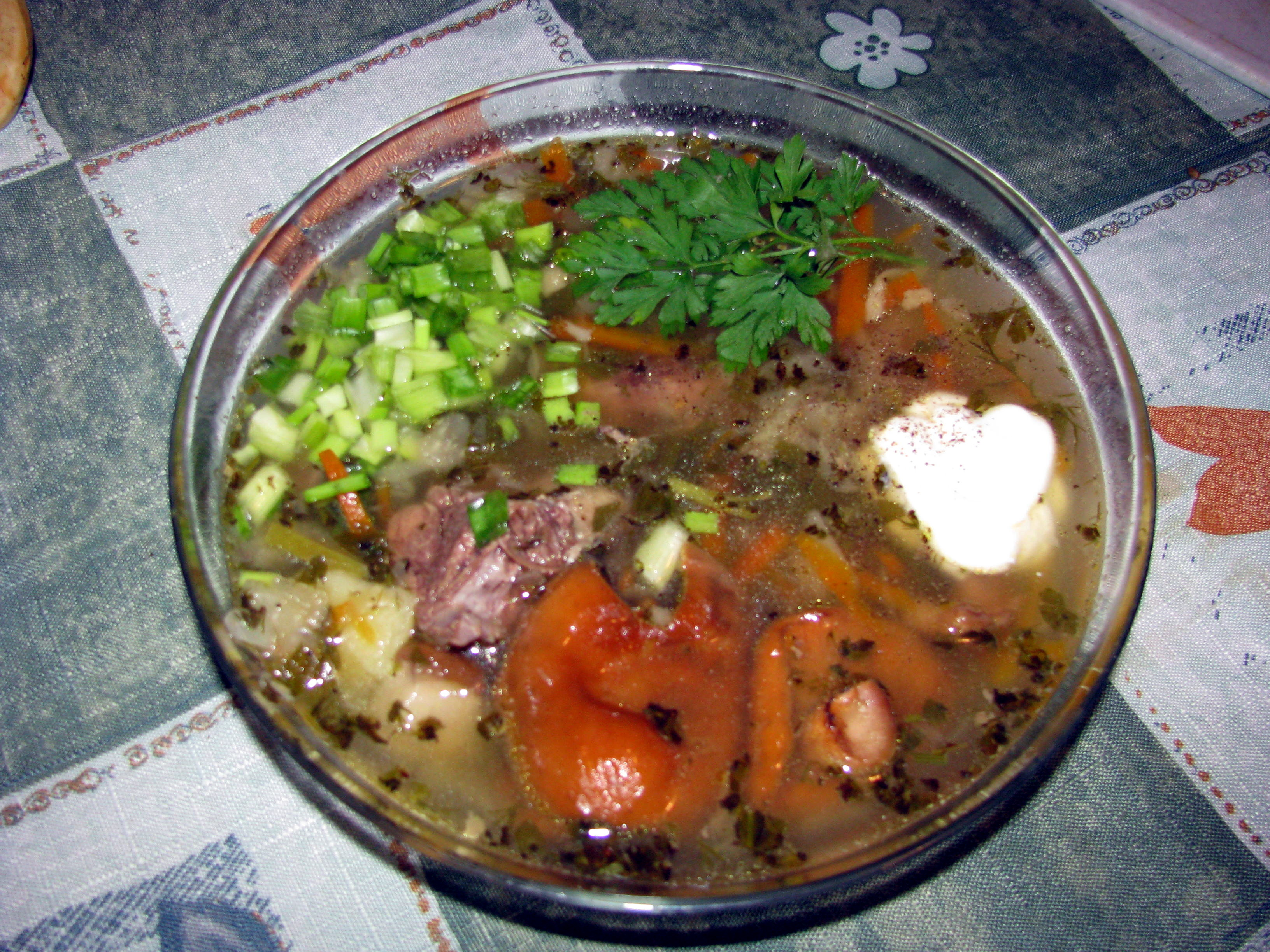
Sopa típica shchi a base de patata, col y carne.

Entre las especialidades rusas más típicas se encuentran:
La sopa más típica es shchi (Щи), hecha de patata, col (que puede ser reemplazada por chucrut o acedera) y carne. La sopa típica ucraniana, llamada borsch (Борщ) es similar al Schi con la principal diferencia de llevar remolacha, y es muy popular en Rusia. También no menos popular es la sopa soliankass o la ujá (sopa de pescado). En Rusia, a diferencia de España donde las sopas calientes se comen en invierno, las sopas se comen todo el año. En verano se añaden las sopas frías ("Borsch frío", "Okroshka"). En las casas rusas, se considera que es saludable comer sopa todos los días como el primer plato de la comida.
También, como un primer plato puede encontrar muchas ensaladas. "Ensaladilla rusa" en Rusia existe como "ensalada Olivier", y es muy popular y tradicional, se considera que es un invento de un cocinero francés con este nombre. Esta ensalada es parecida en algo a la que se conoce como "ensaladilla rusa". Otra ensalada conocida se llama "Arenque bajo el abrigo" está hecha con arenque cubierto con patatas, remolacha, zanahoria (toda verdura cocida), huevo, mayonesa.
Como segundo plato se ofrecen distintos platos de carne, por ejemplo Stroganoff, o Shashlik (pinchos), distintos filetes y carne rellenada, pollo (a la Kiev). También encontrará pescado (salmón, trucha, esturión, bacalao).
Otro plato tradicional de la comida rusa se llama "pelmeni" y se parece a “ravioli”, que se comen acompañado de "smetana", o mantequilla. Es un plato de origen siberiano, y a Siberia es posible que ha venido de China. La otra versión de "pelmeni" es "varéniki" - son más grandes y con otros rellenos: patata, col, dulce requesón, guindas. Otro plato bastante popular que puede encontrar serán "golubzí" (las hojas de col rellenas de carne con arroz).
De las verduras y como guarnición en Rusia se come mucha patata, preparada de distintas maneras (hervida, frita, puré, etc.). A muchos platos (sopas, ensaladas, patatas) a la hora de servir se añade la nata "smetana", que es una cosa muy típica rusa.
Hay una gran variedad y tradición de comer productos lácteos, muchos de estos productos rusos no se conocen en otros países. En las tiendas puede comprar muchos tipos de requesón "tvórog", "kefir" - una bebida parecida al yogur. Le recomiendo probar "Sirok v shokolade" una masa dulce y fina de requesón, bañada en chocolate, hay variedades de esta con almendras, mermelada dentro. Se vende en las tiendas de alimentación y es muy barato (0,2 Euro). Este producto lo adoran los niños.
También, son muy populares los platos preparados de masa, por ejemplo, las empanadas. Pirozhkí y Pirogí (empanadillas y empanadas). Las empanadas pueden ser rellenas de col, carne, pescado, patatas,  mermelada, requesón, albaricoques y otras cosas. También hay "Pirozhkí" - empanadillas con distintos rellenos, las hay de muchos tipos y "Vatrushka" (una empanadilla redonda, abierta, hecha con requesón dulce ("tvórog" en ruso) o mermelada. Hay muchos tipos de pastas para el té, tartas y pasteles. Para probar estas especialidades de cocina rusa, no es necesario ir a un restaurante o café, se venden en las tiendas o en numerosos kioscos y son muy económicos.
Los famosos "Bliní" (crepes) son muy populares en San Petersburgo, se puede decir que son una alternativa a las hamburguesas y sándwiches en otros países. Bliní es un plato popular ruso muy tradicional y antiguo, está relacionado con muchas tradiciones y fiestas populares. Hay muchos locales, que se llaman "Blínnaya" (crepería) donde este plato es una especialidad. Los blinis se sirven con mantequilla, smetana (nata agria), mermelada, miel, caviar rojo y negro o con distintos rellenos, de carne, pollo, jamón dulce, queso, patata, setas, requesón (dulce), manzana, fresa, o mezclas de varios ingredientes. Estos locales de blinis son muy populares entre los habitantes de San Petersburgo.
El caviar ruso: existen 2 tipos de caviar: rojo (de salmón) y negro (de beluga, esturión, sevruga - procede del mar Caspio). Del caviar negro, el más valioso es de beluga (lata azul), y también es el más caro, lo podrá probar solo en los restaurantes de lujo, o comprar en latas en algunas tiendas. El caviar rojo no es caro y los platos con él se sirven en muchos sitios. Normalmente, son los "blinís" con caviar. En casa, la manera rusa más popular de comer caviar es ponerlo encima de una fina rebanada de pan blanco, con mantequilla, o con "blinís". También a veces lo ponen encima de un huevo cocido, cortado por la mitad.
El pan ruso: hay de varios tipos, el más típico es pan negro - (chiorny jleb), de harina de centeno, hay muchos tipos de este pan y es muy saludable, tiene pocas calorías. También hay pan normal llamado pan blanco  "bely jleb".
En Rusia hay una gran tradición de hacer conservas en casa en verano, de fruta, verdura y setas. Las compotas y mermeladas se hacen de frutas y de bayas o frutos del bosque - fresa, frambuesa, arándano y otros. En algunas casas puede haber armarios enteros de estas conservas y la gente comparte las recetas y trucos de su preparación.

### Bebidas
Las bebidas tradicionales en Rusia son el té, que se toma a cualquier hora del día, suele ser té negro con azúcar y con limón, pero sin leche, siempre caliente. Últimamente también está de moda el té verde, té de frutas, etc. Hay toda una tradición de tomar el té (este ritual se llama Chaepítie y el mismo té se llama Chai en ruso). El té suele acompañarse con todo tipo de dulces, pastas, empanadillas, bombones. Si está invitado a "Chaepitie", es costumbre traer algo para acompañar el banquete. En general, los rusos son muy golosos (muchísimo más que por ejemplo, los españoles) y comen muchos dulces, pastelería, chocolate, etcétera.
Otras bebidas populares son la cerveza (la más famosa es “Báltika”), el vodka, hay también buenos vinos de Georgia, muchos son bastante dulces (en general, a los rusos les gustan vinos dulces). También se venden vinos baratos de Crimea y Moldavia, pero estos vinos suelen ser de muy mala calidad. Para su curiosidad, puede visitar cualquier tienda de comida de Rusia , y verá 50-80 marcas de vodka (dicen que la mejor vodka es "Russki Standart", también "Sankt-Peterburg" y otras de la fábrica local, que se llama "LIVIZ", también puede pedir consejo al vendedor si puede entenderle), y 20-40 tipos de cerveza. El vodka barato no es de buena calidad y mejor no comprarlo, a pesar de que la botella puede ser muy bonita. Los vinos importados generalmente son unas veces más caros que en su país de origen. La bebida sin alcohol tradicional antigua es el Kvas, pero actualmente no es tan popular como antes, por la llegada de refrescos tipo Coca-Cola, pero también es posible encontrar el Kvas en las tiendas o restaurantes. Por cierto los refrescos suelen servirse sin hielo, si lo quiere, pídalo aparte.
La manera rusa de beber vodka es: 1). El vodka nunca se mezcla con otras bebidas. 2). No se pone hielo, la botella se enfría entera. 3). El vodka no se bebe antes o después de comer, sino que se acompaña con "zakuski" - entremeses. 4). Se pronuncian muchos brindis (en ruso - "tost"), el más famoso es "Na zdoróvie" (¡Salud!).

## Platos principales

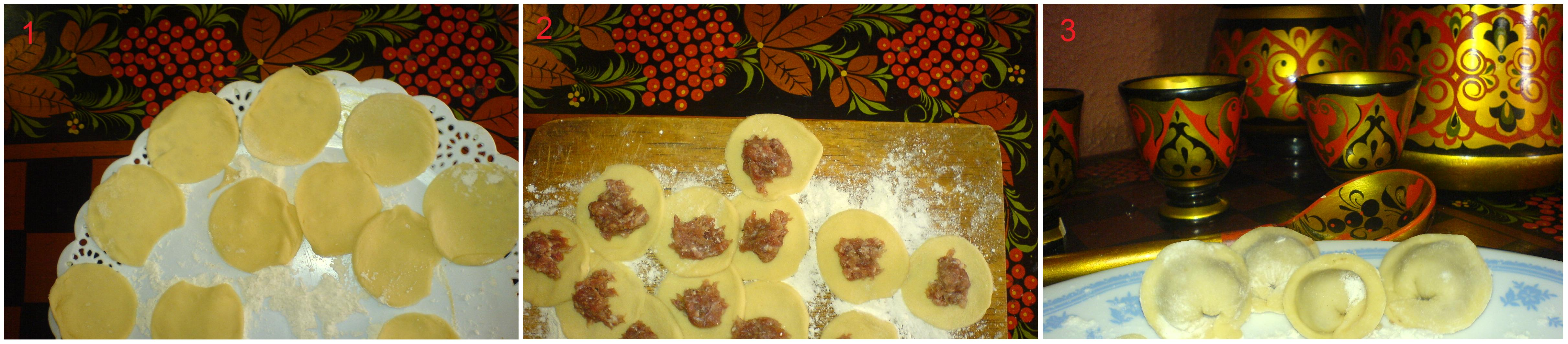
Preparación de los Pelmeni.

Los Pelmeni (пельмени en ruso, en singular pelmén, пельмень; пяльмені en bielorruso) es un plato tradicional de los países del este de Europa (principalmente Rusia) elaborado con carne enrollada sobre huevo duro. El nombre significa "orejas de oso" (u "orejas de pan") en las lenguas urálicas de las cuales procede el plato. Las recetas tradicionales requieren un 45 % de ternera, 35 % de cordero, y 20 % de cerdo. Se aliña con especias tales como cebollas, ajo, etc., y diferentes hierbas que se emplean como relleno.
En el Kremlin soviético se conocía como cocina rusa, el asar completamente un oso, o un jabalí, ciervos, etc, ahora practican la cocina europea con las variaciones de la cocina europea, se han adaptado a una cocina más ligera
Uno de los más mencionados es el Filete Stroganoff que se trata de carne de ternera cortada en dados con setas y cocida con abundante crema, suele servirse acompañada de arroz. Uno de los platos consumidos tradicionalmente por la población de menor capacidad adquisitiva fueron las gachas de avena, plato que aparece frecuentemente en cuentos e historias populares rusas.

## Ensaladas

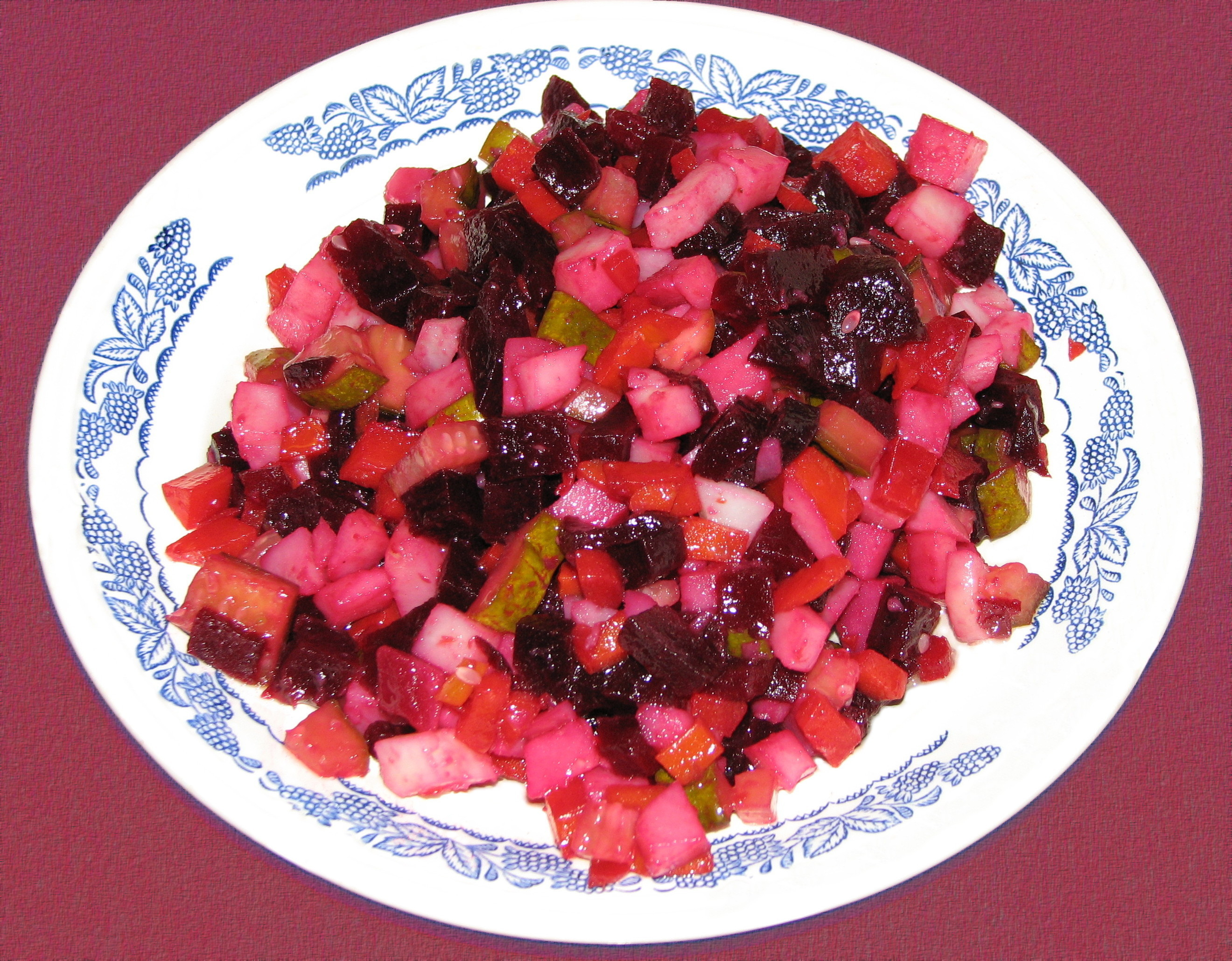
Ensalada de vinagreta, propiamente tal, donde la clave es justamente la emulsión del mismo nombre

Quizás la faceta más globalizada de la comida rusa, son sus ensaladas y emulsionados. La "Ensaladilla rusa" en Rusia existe como Ensalada Olivier, y es muy popular y tradicional. Esta ensalada es parecida en algo a la que se conoce como Ensalada Rusa, pero que dentro del mismo país, tiene una variedad de expresiones muy variadas.  Otra ensalada conocida se llama "Arenque bajo el abrigo" está hecha con arenque cubierto con patatas, remolacha, zanahoria (toda verdura cocida), huevo, mayonesa. En general, las ensaladas de la gastronomía rusa, suelen tener patatas y tubérculos, que van acompañadas de mayonesa, huevos y vinagretas.
La Vinagreta como tal, también tiene origen ruso y es un emulsionado que se ha diversificado en todo el mundo. 

## Sopas

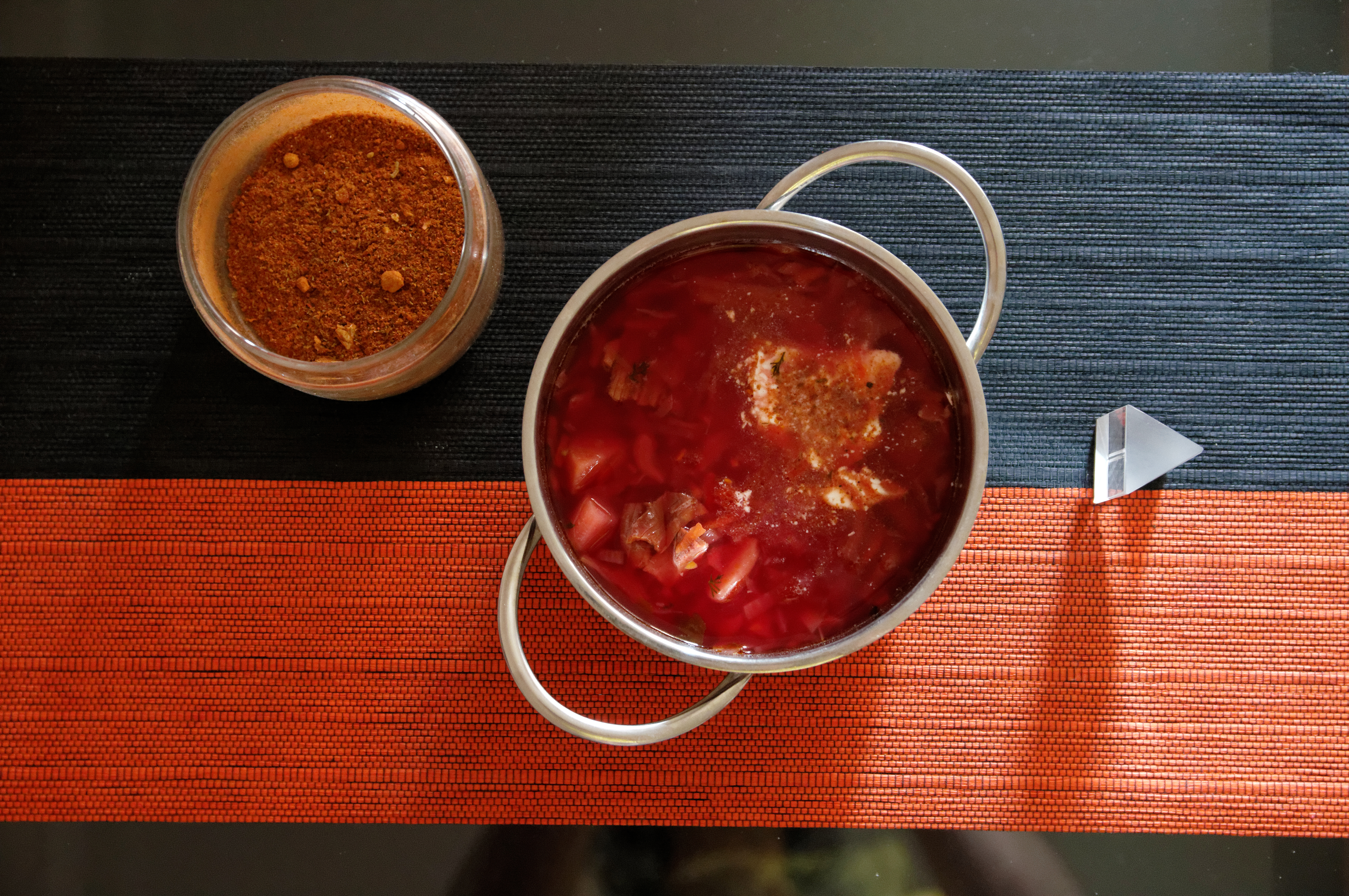
Las sopas son muy importantes en la cocina rusa, entre ellas la más conocida es el Borsch.

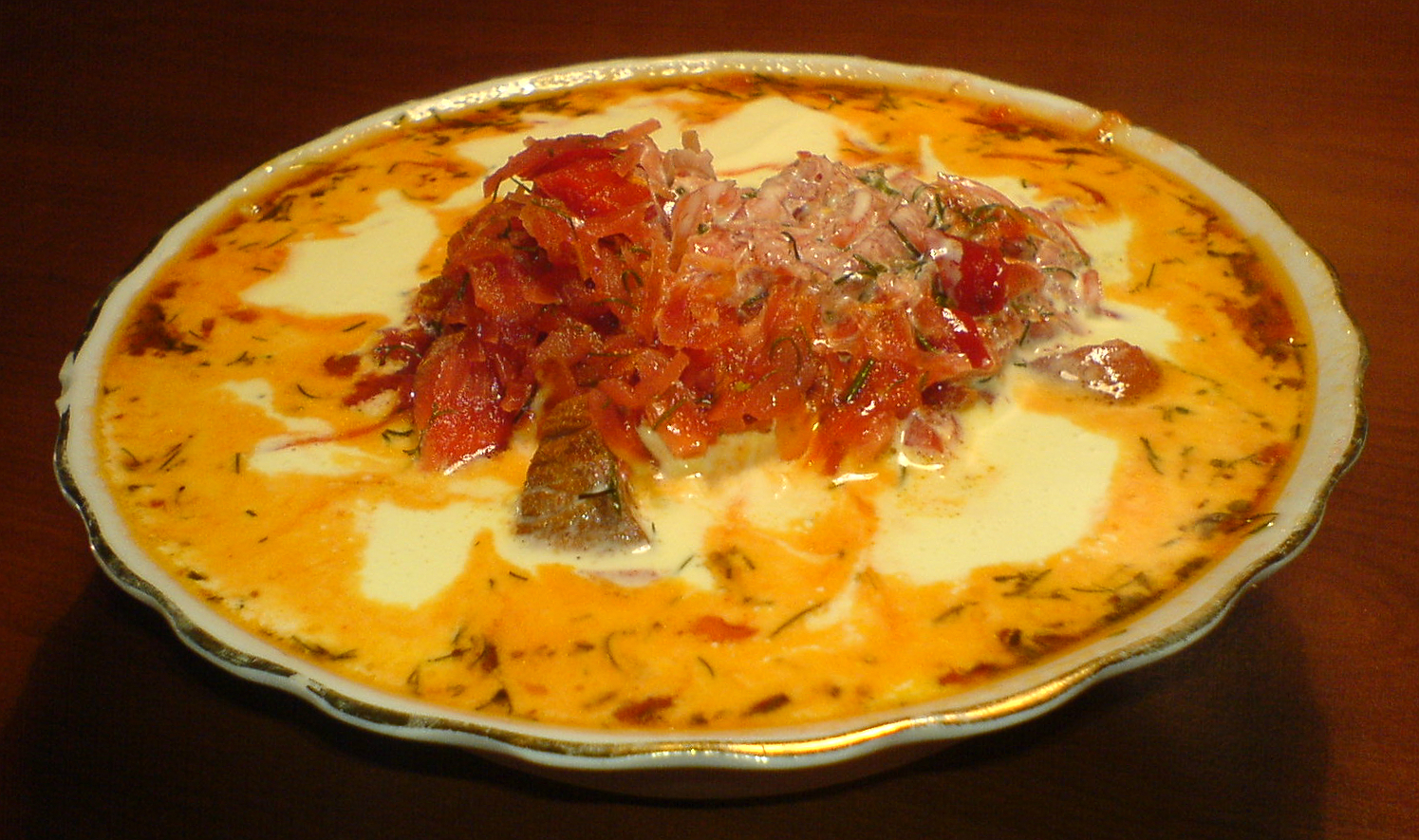
Borsch. Sopa tradicional de Rusia, a base de repollo, tomate y remolacha.

Las sopas juegan un papel importante en la gastronomía rusa. Las sopas más clásicas son el shchi, el borshch, la ujá, el rassólnik, solyanka, botvinya, okroshka y el teur. Todas ellas han tomado su fama desde el siglo XVIII hasta el siglo XX en las cocinas Europeas y de Asia Central.
Las sopas rusas se dividen en 7 grandes grupos:
- Sopas frías basadas en el kvas, tales como el teur, okroshka, y botvinya.
- Sopas ligeras y potajes con aguas y vegetales.
- Sopas de pasta con carne, setas y leche.
- Sopas de repollo y la col, la más conocida es el Shchi.
- Sopas ligeras basadas en la carne, como la rassólnik y la solyanka.
- Sopas de pescado tales como la ujá y la kal'ya.
- Sopas fundamentadas en los granos y las verduras.

## Aperitivos
En ruso se denomina a estos zakuski (en singular zakuska), uno de los más conocidos son los pirozkí (en singular es pirozhok) que son una especie de pasteles de patata rellenos de paté de hígado de cerdo y cebolla rehogada con sal, pimienta y nuez moscada.

## Postres
Los postres rusos son deliciosos, dulces y ligeros. Uno de los más conocidos son los bliní (en singular es blin) que consisten en crepes servidas a menudo en conexión con ritos religiosos o festivales.
Los priániki (en singular es priánik) son una especie de dulces de jengibre. Los más comunes son de miel, pero también los hay de chocolate o rellenos de mermelada de diversos sabores:
albaricoque, fresa...

## Bebidas
Casi todas las bebidas originales rusas no están presentes en otras culturas nacionales. Tales son el vodka sbiten', el kvas, el medok, el mors, kisel' (crema gelatinosa hecha de frutas de estación), kompot, hielo con pasas fermentadas, y zumo hervido de col. Algunas de estas bebidas ya no son frecuentes.

## Desayuno
Los rusos comienzan el día con un desayuno que denominan závtrak, que suele ser muy fuerte e incluye salchichas, huevo, pan, etc. La segunda comida es el obied y se hace al mediodía (aprox. a la una) y es la comida más fuerte del día. La última comida del día se realiza a las siete de la tarde uzhin se considera una especie de cena, en esta cena no se suele incluir ni la sopa ni el postre.